# SN 1999dz
SN 1999dz – supernowa typu Ia odkryta 8 września 1999 roku w galaktyce A013703+0001. W momencie odkrycia miała maksymalną jasność 23,40m.